# Marina Mazzei
Marina Mazzei (Foggia, 18 maggio 1955 – Foggia, 1º agosto 2004) è stata un'archeologa italiana.

## Biografia
Dopo essersi formata all'università di Roma, è entrata nei ruoli del Ministero per i Beni e le Attività Culturali (allora M.B.C.) come Ispettore archeologo nel 1985 ed ha diretto l'Ufficio di Foggia della Soprintendenza per i Beni archeologici della Puglia, per poi assumere il ruolo di Direttore Archeologo Coordinatore. Al 1993 risale l'incarico di direzione del Museo Nazionale di Manfredonia. Nello stesso anno diviene referente della Soprintendenza nei rapporti con il Comando dei Carabinieri per la tutela del patrimonio culturale; allo stesso tempo la sua attività consente dichiarazioni di interesse archeologico di beni privati ("vincoli") ed espropri di aree di notevole interesse archeologico.
Ha diretto scavi a Mattinata, Arpi, Siponto, Lucera e in altre località delle Puglie. Dal 1996 è stata socio corrispondente dell'Istituto Archeologico Germanico di Roma. È stata autrice e curatrice di circa 230 scritti, tra cui 8 monografie.
Nel 2008 a Foggia è stata inaugurata in sua memoria la Casa dello Studente "Marina Mazzei".
Nel 2022 è stata insignita del premio Umberto Zanotti Bianco ad memoriam, per essere stata “puntuale custode del territorio nel rispetto rigoroso delle norme” e per aver vincolato “monumenti e aree archeologiche di pregio”.

## Opere (selezione)
- M. Mazzei, "La Daunia Antica dal Paleolitico all'alto Medioevo", Milano 1984
- M. Mazzei, "Bovino. Studi per la storia della città. La collezione museale", Taranto, 1994
- M. Mazzei, "Arpi. L'Ipogeo della Medusa", Bari 1995
- M. Mazzei, "Siponto Antica", Foggia 1999
- M. Mazzei, "L'oro della Daunia", Foggia 2002
- M. Mazzei, "Nella Daunia antica", Foggia 2006
- M. Mazzei, "I Dauni - Archeologia dal XI al V secolo a.C.", Foggia 2010 (postumo)
- M. Mazzei, "I Dauni. Archeologia dal IV al I secolo a.C.", Foggia 2015 (postumo)